# Archivio segreto di Stato (Prussia)

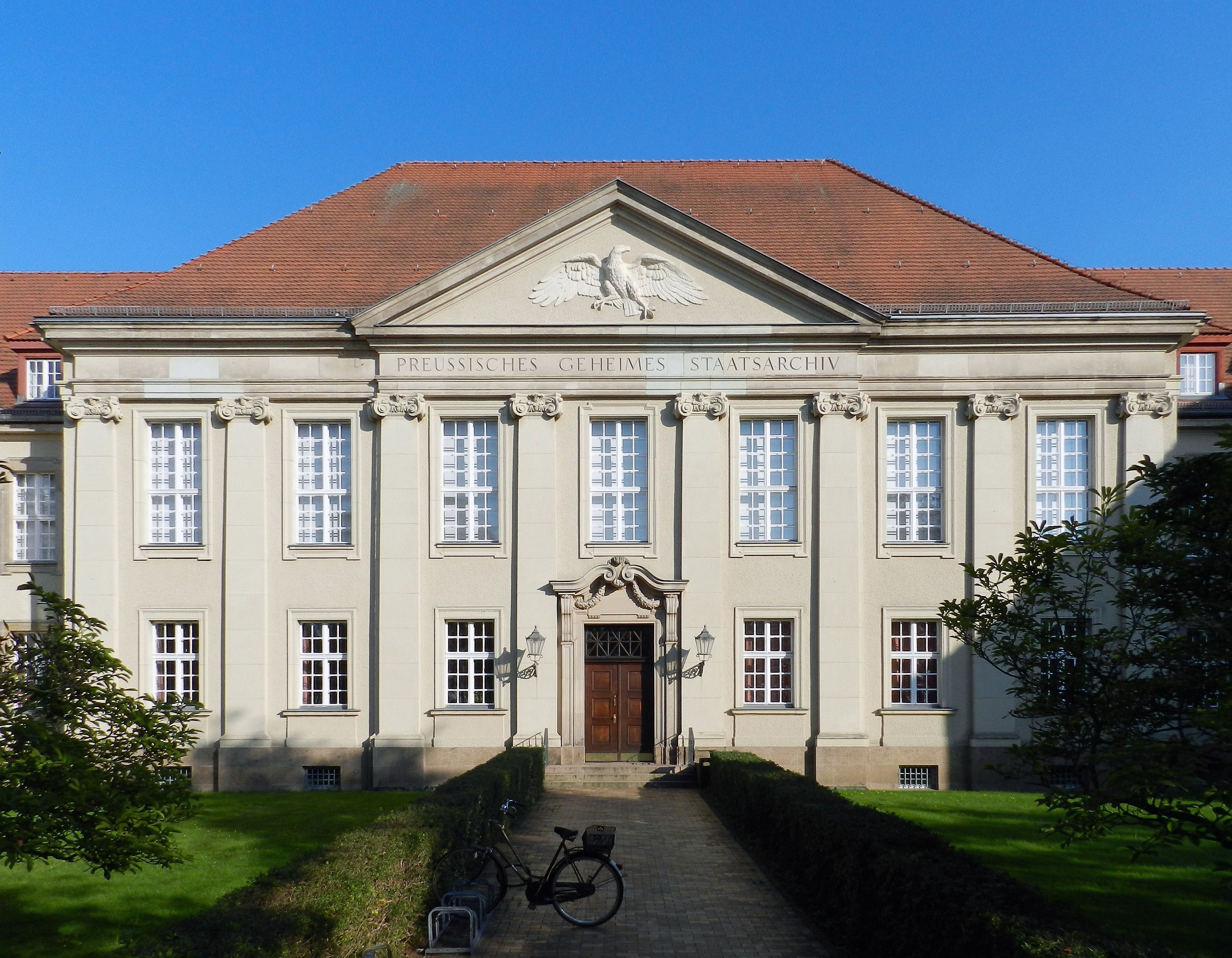
Ingresso principale all'Archivio segreto di Stato

L’Archivio segreto di Stato del patrimonio culturale prussiano (in tedesco: Geheimes Staatsarchiv Preußischer Kulturbesitz o GStA PK) è un'istituzione che fa parte della Fondazione del patrimonio culturale prussiano con sede a Berlino. Ente federale, è uno dei maggiori depositi di fonti primarie in Germania e copre la storia della Prussia, del Brandeburgo, della Casa di Hohenzollern e dell'Esercito prussiano.

## Edificio
Originariamente l'Archivio era ospitato nel Castello di Berlino, successivamente fu trasferito in un apposito edificio nel quartiere berlinese di Dahlem. L'attuale sede fu costruita fra il 1914 e il 1924 su progetto di Eduard Fürstenau. L'edificio fu poi ristrutturato ed ampliato nel 1999. L'indirizzo è  Archivstraße 12-14, D - 14195 Berlin, Deutschland.

## Storia
Le origini dell'Archivio risalgono almeno al 1282, quando è attestata per la prima volta l'esistenza di una raccolta di documenti ufficiali del Margraviato di Brandeburgo, peraltro conservata in varie località, fra cui Brandeburgo sulla Havel.
Dopo che gli Hohenzollern nel 1415 divennero Elettori di Brandeburgo, gli atti e i documenti furono portati nella nuova capitale, Berlino. Questi furono inizialmente conservati nel convento domenicano del Graues Kloster, poi nel Castello di Berlino.
L'organizzazione formale di un archivio avvenne però nel 1598, quando l'Elettore Gioacchino Federico di Brandeburgo nominò Erasmus Langenhain Registrator Archivorum con il compito di tenere in ordine gli atti del sovrano, i registri ufficiali e gli altri documenti. Solo a partire da questo momento si ha una continuità istituzionale dell'Archivio. 

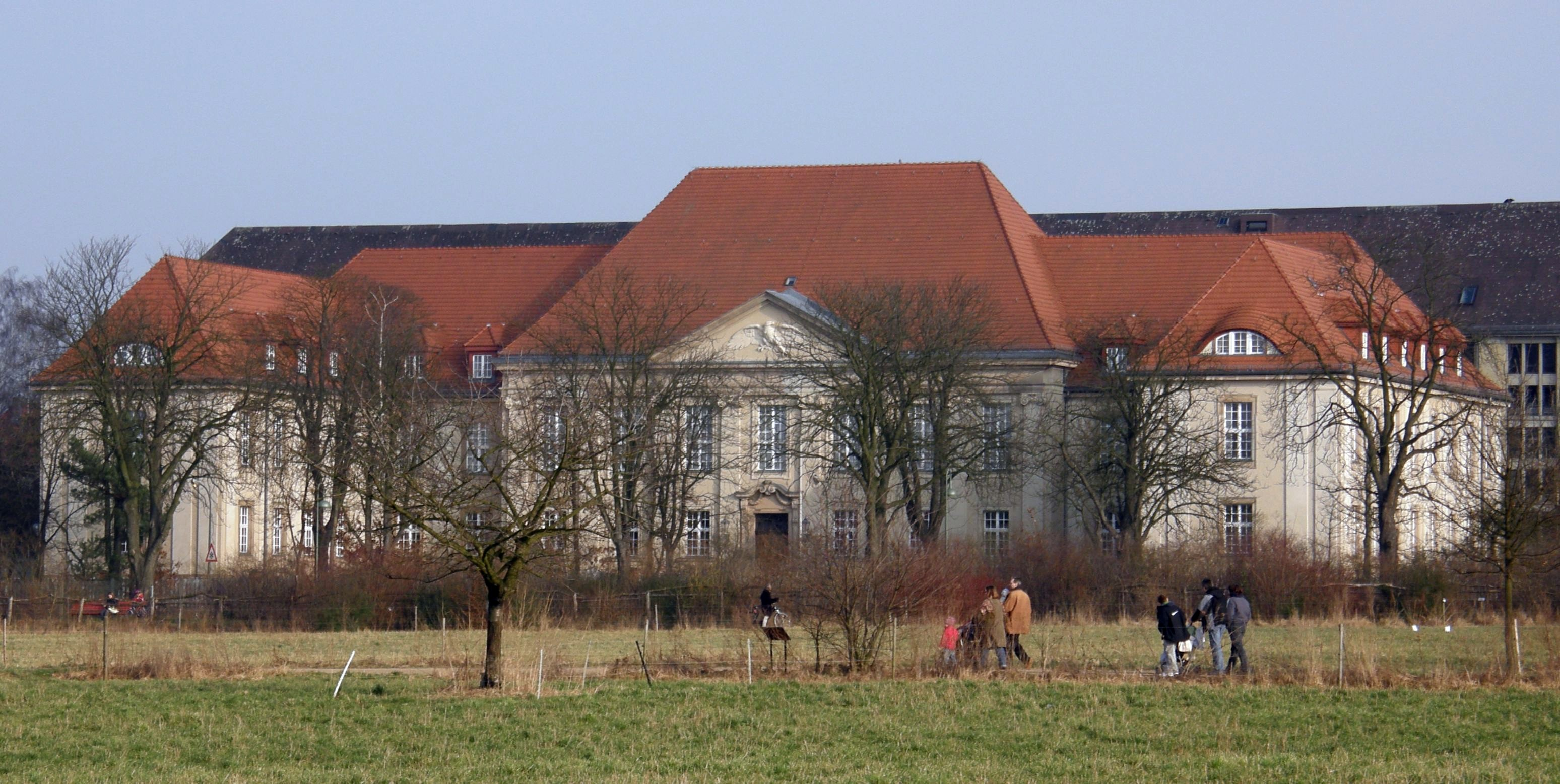
L'edificio nel suo insieme

Nel 1604 fu istituito il Consiglio Segreto (Geheime Rat) come suprema autorità amministrativa per tutti i territori elettorali. L'Archivio Segreto era in così stretta relazione con il Consiglio Segreto che fungeva da archivio anche per esso. Le deliberazioni del Consiglio Segreto costituirono da allora in poi la parte principale del patrimonio documentario antico. Gli atti delle altre, anche più antiche, amministrazioni, come la Cancelleria feudale (Lehnskanzlei), la Cancelleria della Guerra (Kriegskanzlei - ministero della guerra) o la Camera di Corte (Hofkammer - ministero delle finanze) furono al contrario raccolti in modo sporadico e senza criterio, perciò sono in buona parte andati perduti.
Durante la Guerra dei Trent'Anni gli atti e i documenti si dispersero ancor più, cosicché il patrimonio archivistico si trovò in gran disordine e innanzitutto fu emanata una "Nuova ordinanza". Questa portò dal 1639, grazie a Christoph Schönebeck Archivarius dal 1653, a suddividere gli atti in 62 (poi 69) Reposituren in prevalenza per territorio, ma anche in parte per materia; le Reposituren erano a loro volta disposte in ordine alfabetico. Questa ordinanza fu così ampiamente applicata, che non solo le acquisizioni del tardo Seicento e del Settecento, ma anche quelle delle nuove istituzioni di buona parte dell'Ottocento vi furono adattate, seppure con sempre maggior difficoltà.
Nel 1710 la documentazione relativa al Consiglio Segreto fu riunita con gli atti segreti dei signori feudali, la cosiddetta registratura in publicis, per costituire il Geheim Archivkabinett, il quale rimase un'unità separata all'interno dell'Archivio fino alla metà dell'Ottocento. Dall'epoca di Federico Guglielmo I il Kabinett si ampliò con l'acquisizione dei documenti delle autorità governative, fra cui innanzitutto i testi diplomatici e militari, che furono conferiti nell'Archivio Segreto per la prima volta nel 1742 e poi sistematicamente.
Tuttavia, durante il Settecento l'Archivio Segreto non poteva ancora dirsi un vero archivio centrale, innanzitutto perché nel 1723 era stato fondato il Direttorio generale superiore delle Finanze, della Guerra e del Demanio (General-Ober-Finanz-Kriegs- und Domainen-Direktorium, abbreviato in Generaldirektorium), il quale aveva il ruolo di autorità centrale degli interni, dell'economia e del fisco, la quale istituì un proprio archivio, del tutto indipendente dall'Archivio Segreto.
Nel 1803 a capo di tutti i dipartimenti del Consiglio Segreto fu posta la Cancelleria Segreta. In conseguenza di questa trasformazione organizzativa l'Archivio Segreto prese il nome di Archivio Segreto di Stato (Geheimes Staatsarchiv), per sottolineare il carattere istituzionale del moderno archivio di stato.
Fino al 1883, quando venne fondato l'Archivio provinciale del Brandeburgo, che fino ad allora era l'unica provincia prussiana senza un proprio archivio provinciale, l'Archivio Segreto di Stato raccoglieva anche i documenti relativi alla provincia della capitale.
A partire dal 1901 l'Archivio introdusse protocolli precisi per la conservazione dei documenti pubblici, che ebbero un effetto rilevante sull'attività archivistica.
Durante la seconda Guerra mondiale, fra il 1943 e il 1944, la maggior parte del patrimonio fu trasferito nelle miniere abbandonate di Staßfurt e Schönebeck per essere protetto dai bombardamenti alleati. Mentre l'Armata Rossa avanzava in Prussia orientale, l'Archivio di Stato della Prussia orientale veniva trasferito da Königsberg a Gottinga.
Dopo la Guerra il patrimonio archivistico che si trovava nella Germania orientale fu trasferito in un nuovo archivio creato a Merseburgo. La sede originaria di Dahlem, che si trovava nel settore americano di Berlino Ovest, nel 1946 divenne l'archivio dell'amministrazione di Berlino Ovest e comprendeva una parte delle raccolte storiche. Nel 1963 questo patrimonio passò sotto l'amministrazione della Fondazione del patrimonio culturale prussiano e l'archivio fu nuovamente intitolato "Archivio segreto di Stato". Dal 1978-1979 l'archivio di Königsberg fu trasferito a Berlino. Dopo la Riunificazione tedesca, fra il 1993 e il 1994, anche gli archivi che erano a Merseburgo furono riportati a Berlino e la collezione storica fu nuovamente completa.

## Patrimonio
L'Archivio custodisce circa 35.000 metri lineari di documenti nonché una biblioteca di 185.000 volumi e 200 periodici cui è abbonata.
Il vero e proprio patrimonio archivistico comprende:
- I documenti ufficiali delle istituzioni amministrative e giudiziarie dello stato brandeburghese-prussiano, fra cui:
  - Regia Corte Suprema
  - Ministero delle Finanze
  - Ministero del Commercio e dell'Industria
- Archivi reali del regno di Prussia e dell'Impero Germanico
- Archivi di famiglia della Casa di Hohenzollern
- Atti e verbali della Dieta di Prussia
- Archivio Militare prussiano fino al 1866/67
- Documenti delle amministrazioni provinciali (in particolare delle provincie orientali)
- Archivi privati di famiglie dell'area brandeburghese-prussiana
- Atti delle logge massoniche e simili organizzazioni
- Altri documenti, fra cui atti relativi a miniere e una ricca collezione di carte geografiche